# Seyfadyn
Seyfadyn (azerbajdzjanska: Seybətin) är en ort i Azerbajdzjan.   Den ligger i distriktet Masallı Rayonu, i den sydöstra delen av landet, 180 km sydväst om huvudstaden Baku. Seyfadyn ligger 1 meter över havet och antalet invånare är 1 321.
Terrängen runt Seyfadyn är platt. Runt Seyfadyn är det ganska tätbefolkat, med 192 invånare per kvadratkilometer.. Närmaste större samhälle är Masally, 1,2 km sydväst om Seyfadyn.
Trakten runt Seyfadyn består till största delen av jordbruksmark.